# Bembidion acticola
Bembidion acticola är en skalbaggsart som beskrevs av Thomas Casey. Bembidion acticola ingår i släktet Bembidion och familjen jordlöpare. Inga underarter finns listade i Catalogue of Life.